# Heine Fernandez
Heine Fernandez (ur. 14 lipca 1966 w Lynderup) – były duński piłkarz pochodzenia hiszpańskiego występujący na pozycji napastnika.

## Kariera klubowa
Fernandez zawodową karierę rozpoczynał w 1986 roku w klubie Viborg FF. W 1990 roku odszedł do Silkeborga. W 1994 roku zdobył z nim mistrzostwo Danii. W Silkeborgu spędził 8 lat. W tym czasie rozegrał tam 246 spotkań i zdobył 96 bramek. W 1998 roku wrócił do Viborga. W 1999 roku z 23 golami na koncie został królem strzelców Superligaen. W 2000 roku zdobył z zespołem mistrzostwo Danii oraz Superpuchar Danii.
Na początku 2001 roku Fernandez został graczem klubu FC København. W tym samym roku zdobył z nim mistrzostwo Danii oraz Superpuchar Danii. W styczniu 2002 roku odszedł do ekipy AB. Spędził tam 2 lata, a w 2004 roku podpisał kontrakt z zespołem HB Tórshavn z Wysp Owczych. W 2004 roku zdobył z nim również mistrzostwo Wysp Owczych oraz Puchar Wysp Owczych. W 2005 roku zakończył karierę.

## Kariera reprezentacyjna
Fernandez wystąpił 1 raz w reprezentacji Danii. Był to towarzyski mecz przeciwko Islandii (0:0), rozegrany 4 września 1991 roku.